# Daniel Robinson
Daniel Robinson es un personaje ficticio de la serie de televisión australiana Neighbours, interpretado por el actor Tim Phillipps del 29 de abril del 2014 hasta el 26 de abril del 2016.

## Antecedentes
Daniel fue nombrado en honor a su bisabuelo Daniel "Dan" Ramsay. En noviembre de 1999 Daniel sufrió un accidente luego de ser atropellado al cruzar la calle, sin embargo después de ser atendido mejoró. A los 15 años Daniel tenía la reputación de ser un buen jugador de rugby.

## Biografía
Daniel llega por primera vez a Erinsborough en abril del 2014 y acampa en el lago de Lassiter's, cuando Imogen Willis se topa con él le pide que se vaya a otro lado y cuando él le explica porqué Imogen le cuenta que ese había sido el mismo lugar donde Kate Ramsay había muerto unas semanas antes luego de que recibiera un disparo. Cuando Imogen le pide a Paul Robinson que lo saque él acepta pero cuando se acerca Paul lo reconoce y queda encantado cuando ve que es su sobrino.
Al inicio Paul se decepciona cuando Daniel le dice que no tiene pensado quedarse, pero cuando Daniel se da cuenta de que Paul está sólo decide quedarse en Erinsborough y se muda con su tío.
El 26 de abril del 2016 después de casarse con Imogen, la pareja decidió mudarse a Los Ángeles.